# Администрация морских портов Украины
Администрация морских портов Украины (сокращённо АМПУ) — одно из крупнейших государственных предприятий морской отрасли, которая имеет стратегическое значение для экономики и безопасности Украины. АМПУ создана в 2013 году в результате реформы морской отрасли Украины вследствие принятия Закона «О морских портах Украины» для управления государственным имуществом в морских портах страны и его эффективного использования, создание механизмов для привлечения инвестиций в портовую инфраструктуру для ее развития и стабильной работы бизнеса. Среди других задач АМПУ — поддержка глубин акваторий портов, обеспечение безопасности мореплавания и др. АМПУ входит в сферу управления Министерства инфраструктуры Украины и объединяет украинские морские порты и другие инфраструктурные элементы, одновременно способствуя развитию и конкурентоспособности каждого из них. АМПУ охватывает весь спектр задач в порту и на море — от усовершенствования законодательной базы до обеспечения безопасности мореплавания.

## История деятельности
Администрация впервые за многие годы после распада СССР возобновила проведение последовательных дноуглубительных работ по всей береговой линии причерноморской Украины.

### Финансовые показатели
За период с января по июнь 2021 года, Администрация морских портов получила прибыль в размере 944 миллиона гривен.

## Структура
Структура предприятия изначально состояла из головного офиса в Киеве, главного представительства в Одессе, филиалов «Дельта-Лоцман» и «Дноуглубительный флот», а также 13 филиалов в морских портах Украины:
- Администрация Белгород-Днестровского морского порта
- Администрация Бердянского морского порта
- Администрация Мариупольского морского порта
- Администрация морского порта Усть-Дунайск
- Администрация морского порта «Южный»
- Администрация Измаильского морского порта
- Администрация морского порта «Ольвия»
- Администрация Одесского морского порта
- Администрация Николаевского морского порта
- Администрация Ренийского морского порта
- Администрация Скадовского морского порта
- Администрация Херсонского морского порта
- Администрация морского порта Черноморск
- Дноуглубительный флот Украины
- Дельта-Лоцман

Весной 2022, в связи с активными военными действиями в Причерноморье и Приазовье, в ходе вторжения России на Украину, Администрация морских портов Украины утратила фактический контроль над торгово-экономической и военной деятельностью в Скадовском, Херсонском, Бердянском ии Мариупольском морских портах. В большинстве остальных торгово-экономическая деятельность была либо приостановлена, либо сокращена в объёме из-за минирования, обстрелов и т.д.